# (5105) Westerhout
(5105) Westerhout es un asteroide perteneciente al cinturón de asteroides, descubierto el 4 de octubre de 1986 por Edward Bowell desde la Estación Anderson Mesa (condado de Coconino, cerca de Flagstaff, Arizona, Estados Unidos).

## Designación y nombre
Designado provisionalmente como 1986 TM1. Fue nombrado Westerhout en honor al radioastrónomo estadounidense Gart Westerhout, con motivo de su jubilación como director científico del Observatorio Naval de EE. UU.

## Características orbitales
Westerhout está situado a una distancia media del Sol de 2,595 ua, pudiendo alejarse hasta 3,004 ua y acercarse hasta 2,185 ua. Su excentricidad es 0,157 y la inclinación orbital 11,65 grados. Emplea 1527 días en completar una órbita alrededor del Sol.

## Características físicas
La magnitud absoluta de Westerhout es 12,2. Tiene 10,084 km de diámetro y su albedo se estima en 0,158.